# TDI Music
TDI Music was een Duits platenlabel dat bestond vanaf 1995 tot en met 2005. Het was gelieerd aan Tangerine Dream.
In de late jaren 90 van de 20e eeuw was de muziekstroming elektronische muziek, die in de jaren 70 haar basis had niet meer echt populair. Slechts enkele muziekgroepen en musici overleefden dat tijdperk. De aandacht ging toen voornamelijk uit naar de substromingen trance, techno etc. De meeste bekende band uit de jaren 70 kreeg het daardoor ook moeilijk en kwam zonder platencontract te zitten.  Indien een platenlabel wel hun muziek wilde uitgegeven, dan moesten er steeds concessies gedaan worden aan het artistiek werk dat geleverd werd. Aangezien de band toen een soort familiebedrijf was geworden, besloot de band het heft in eigen hand te nemen. TDI Music werd opgericht. Edgar Froese en zoon Jerome Froese maakten de muziek, Monica Froese (vrouw van Edgar) leverde nog weleens een platenhoes, maar langzamerhand verschoof ook dat richting naar Edgar.
Bij het uiteengaan van Edgar en Jerome Froese werd ook het platenlabel opgedoekt. Edgar Froese ging verder met Eastgate, Jerome met Moonpop.
De volgende albums van Tangerine Dream verschenen op TDI Music:
- cd1: Ambient monkeys
- cd2: Atlantic bridges
- cd3: Atlantic walls
- cd4: Dream encores
- cd5: The dream mixes
- cd6: Dream mixes volume 2
- cd7: The Hollywood years, volume 1
- cd8: The Hollywood years, volume 2
- cd9: Oasis
- cd10: Quinoa
- cd11: Tournado
- cd12: Transsiberia
- cd13: Valentine wheels
- cd16: Mars Polaris
- cd29: The seven letters from Tibet
- cd32: Inferno
- cd36: Purgatorio
- cd43: Jeanne d'Arc (nergens op het album vermeld)